# NGC 7553
NGC 7553 é uma galáxia lenticular (S0) localizada na direcção da constelação de Pegasus. Possui uma declinação de +19° 02' 55" e uma ascensão recta de 23 horas, 15 minutos e 33,0 segundos.
A galáxia NGC 7553 foi descoberta em 2 de Novembro de 1850 por William Parsons.